# سایتو تومونوبو
سایتو تومونوبو ((به ژاپنی: 斎藤 朝信 Saitō Tomonobu); ۱ ژانویهٔ ۱۵۲۷ – ۱ ژانویهٔ ۱۵۹۱) سامورایی اهل ژاپن در دوره سنگوکو بود که به خاندان اوئه‌سوگی خدمت می‌کرد. پس از مرگ  اوئه‌سوگی کنشین وی به خدمت جانشین وی اوئه‌سوگی کاگه‌کاتسو درآمد. وی توانست بسیاری از حملات خاندان اودا را خنثی کند.